# Friday's Child (Lee Hazlewood)
| Recensione | Giudizio |
| ---------- | -------- |
| AllMusic   |          |

Friday's Child è il terzo album discografico di Lee Hazlewood, pubblicato dalla casa discografica Reprise Records nel giugno del 1965.

## Tracce

### LP
Lato A (30,429)
Testi e musiche di Lee Hazlewood, eccetto dove indicato.
1. Friday's Child – 2:39
2. Hutchinson Jail – 2:33
3. By the Way (I Still Love You) – 2:39
4. Four Kinds of Lonely – 2:35
5. Houston – 2:38
6. Sally Was a Good Old Girl – 2:37 (Harlan Howard)

Lato B (30,430)
Testi e musiche di Lee Hazlewood, eccetto dove indicato.
1. Since You're Gone – 2:40 (Bobby Darin)
2. A Real Live Fool – 2:30
3. I'm Blue – 2:06 (Miriam Eddy)
4. The Fool – 1:53
5. That Old Freight Train – 3:07
6. Me and Charlie – 2:35

## Musicisti
- Lee Hazlewood - voce
- James Burton - chitarra elettrica
- Jimmy Gordon - batteria
- James Bond - basso
- Dale Hallcom - basso
- Arthur Wright - basso fender
- Mike Rubini - pianoforte
- Gloria Nitzsche - cori di sottofondo
- Elaine Corlett - cori di sottofondo
- Joey Cooper - cori di sottofondo

Note aggiuntive
- Lee Hazlewood - produttore
- Jimmy Bowen - supervisore della produzione (per la Reprise Records)
- Ed Trasher - art direction
- Studio Five - fotografia copertina album originale
- Stan Cornyn - note retrocopertina album originale[2][3]